# Natação artística no Campeonato Mundial de Esportes Aquáticos de 2022 - Rotina técnica dueto misto
A prova da rotina técnica dueto misto é um dos eventos da natação artística do Campeonato Mundial de Esportes Aquáticos de 2022 foi realizada entre os dias 18 a 20 de junho, em Budapeste, na Hungria.

## Medalhistas
| Ouro                                          | Prata                             | Bronze                          |
| Itália · Giorgio Minisini · Lucrezia Ruggiero | Japão · Tomoka Sato · Yotaro Sato | China · Shi Haoyu · Zhang Yiyao |

## Cronograma
Todos os horários são locais (UTC+2). 
| Data        | Hora  | Evento        |
| ----------- | ----- | ------------- |
| 18 de junho | 13:00 | Eliminatórias |
| 20 de junho | 14:00 | Final         |

## Resultados
| Pos.              | Nacionalidade  | Nadadores                                | Eliminatória | Eliminatória | Final   | Final |
| Pos.              | Nacionalidade  | Nadadores                                | Pontos       | Pos.         | Pontos  | Pos.  |
| ----------------- | -------------- | ---------------------------------------- | ------------ | ------------ | ------- | ----- |
| Medalha de ouro   | Itália         | Giorgio Minisini Lucrezia Ruggiero       | 88.5734      | 1            | 89.2685 | 1     |
| Medalha de prata  | Japão          | Tomoka Sato Yotaro Sato                  | 85.8086      | 2            | 86.5939 | 2     |
| Medalha de bronze | China          | Shi Haoyu Zhang Yiyao                    | 84.8232      | 3            | 86.4425 | 3     |
| 4                 | Espanha        | Emma García Pau Ribes                    | 84.3709      | 4            | 84.4829 | 4     |
| 5                 | Estados Unidos | Claudia Coletti Kenneth Gaudet           | 82.0709      | 5            | 82.8966 | 5     |
| 6                 | Colômbia       | Jennifer Cerquera Gustavo Sánchez        | 78.5003      | 6            | 81.2272 | 6     |
| 7                 | Cazaquistão    | Eduard Kim Zhaklin Yakimova              | 77.9746      | 7            | 79.2599 | 7     |
| 8                 | México         | Joel Benavides Trinidad Meza             | 76.4581      | 8            | 77.5890 | 8     |
| 9                 | Brasil         | Fabiano Ferreira Gabriela Regly          | 73.2235      | 9            | 74.8994 | 9     |
| 10                | Eslováquia     | Jozef Solymosy Silvia Solymosyová        | 72.2422      | 10           | 73.2881 | 10    |
| 11                | Tailândia      | Kantinan Adisaisiributr Voranan Toomchay | 65.2202      | 12           | 67.3477 | 11    |
| 12                | Porto Rico     | Javier Ruisanchez Nicolle Torrens        | 65.5330      | 11           | 65.8801 | 12    |
| 13                | Cuba           | Andy Avila Carelys Valdes                | 62.6229      | 13           |         |       |